# Standbeeld van Maria Onbevlekt Ontvangen
Het standbeeld van Maria Onbevlekt Ontvangen is een gedenkteken in de Nederlandse stad Tilburg.

## Achtergrond
Hendricus van de Veerdonk (1859-1935) werd in 1884 priester gewijd. Hij was kapelaan in Breugel, Goirle en Nijmegen tot hij in 1904 pastoor werd van de parochie in Heikant (Tilburg). Ter gelegenheid van zijn veertigjarig priesterjubileum kreeg hij van de parochianen een beeld aangeboden van Maria Onbevlekt Ontvangen, patrones van de Mariakerk. Het werd gemaakt door beeldhouwer Jan Custers en is geplaatst in een plantsoen tegenover de entree van de kerk.
Het kalkstenen beeld werd op 15 augustus 1924, de feestdag van Maria Hemelvaart, onthuld.

## Beschrijving
Het gedenkteken toont Maria ten voeten uit, met de handen gevouwen voor de borst en haar gezicht naar de kerk gewend. Ze staat op een wereldbol met maansikkel en slang met appel in de bek. De slang is ontleend aan het Bijbelse verhaal van de zondeval. De maansikkel verwijst naar de Openbaring van Johannes, waar Johannes schrijft over zijn visioen van "een vrouw, bekleed met de zon, met de maan onder haar voeten" (Openb. 12:1). Op haar hoofd draagt Maria een krans van rozen, achter het hoofd is een smeedijzeren nimbus geplaatst. Het opschrift in de voet van het beeld luidt: 

"GEHEEL SCHOON ZIJT GIJ
MARIA EN DE SMET
DER ERFZONDE IS NIET IN U

Het beeld staat op een rode, bakstenen zuil met vier voluutvormige steunberen. Op de uiteinden is een geprofileerd blok aangebracht, waarboven een vaas is geplaatst, beide van kalksteen.

## Waardering
Het standbeeld werd in 2002 als rijksmonument in het Monumentenregister opgenomen. "Het heeft cultuurhistorische waarde als uitdrukking van een culturele, sociaal-economische en geestelijke ontwikkeling welke zichtbaar is in de bewaard gebleven structuur van landschap en bebouwing. Het heeft kunsthistorische waarden wegens de stijl en als voorbeeld van het werk van het atelier Custers. Het heeft ensemblewaarde als deel van een complex, dat tevens van belang is wegens de historisch-ruimtelijke waarden die tot uiting komen in de samenhang van de functies van de bebouwing, de schaal en de relatie met de open ruimten. Het is bovendien van belang vanwege de gaafheid en de samenhang met het gehele ensemble."